# カルロ・エマヌエーレ2世
カルロ・エマヌエーレ2世・ディ・サヴォイア（Carlo Emanuele II di Savoia, 1634年6月20日 - 1675年6月12日）は、サヴォイア公、サルッツォ侯、ピエモンテ公、アオスタ伯、モーリエンヌ伯、ニース伯、キプロス王、エルサレム王（在位：1638年 - 1675年）。フランス語名シャルル・エマニュエル2世・ド・サヴォワ（Charles Emmanuel II de Savoie）。

## 生涯
サヴォイア公ヴィットーリオ・アメデーオ1世とマリーア・クリスティーナ（フランス王アンリ4世の娘）の子として、トリノで生まれた。公位を継承していた兄フランチェスコ・ジャチントが6歳で夭逝したため、母が引き続き摂政を務める下、4歳で公位を継承した。
カルロ・エマヌエーレは1655年の大虐殺で頂点に達したヴァルド派の迫害で悪名が高くなった。これが非常に残忍な虐殺であったので、ジョン・ミルトンにソネット「ピエモンテの虐殺」（On the Late Massacre in Piedmont）を書かせることになった。オリバー・クロムウェルはワルドー派を助けるためにイングランド軍の派遣を提案した。ミルトンから任されたサミュエル・モーランドは後に「ピエモンテ渓谷の福音主義教会の歴史」（The History of the Evangelical Churches of the Valleys of Piemont, 1658年）を書いた。

## 家族
1663年にオルレアン公ガストンとマルグリット・ド・ロレーヌの娘で母方の従妹にあたるフランソワーズ・マドレーヌ・ドルレアン（フランチェスカ・マッダレーナ・ドルレアンス、1648年 - 1664年）と結婚したが、翌年に死別し、子供もなかった。次いで1665年にサヴォイア家傍系サヴォワ＝ヌムール家のマリー・ジャンヌ・ド・サヴォワ＝ヌムール（マリーア・ジョヴァンナ・ディ・サヴォイア、1644年 - 1724年）と再婚し、1男1女をもうけた。
- ヴィットーリオ・アメデーオ2世・フランチェスコ（Vittorio Amedeo II Francesco, 1666年 - 1732年）　サヴォイア公、サルデーニャ王
- クリスティーナ（Cristina, ? - 1730年）

他に以下の2人などの庶子がいる。
- ルイーザ・アデライデ（Luisa Adelaide, ? - 1701年）
- ジュゼッペ（Giuseppe, ? - 1736年）